# 제1차 로힐라 전쟁

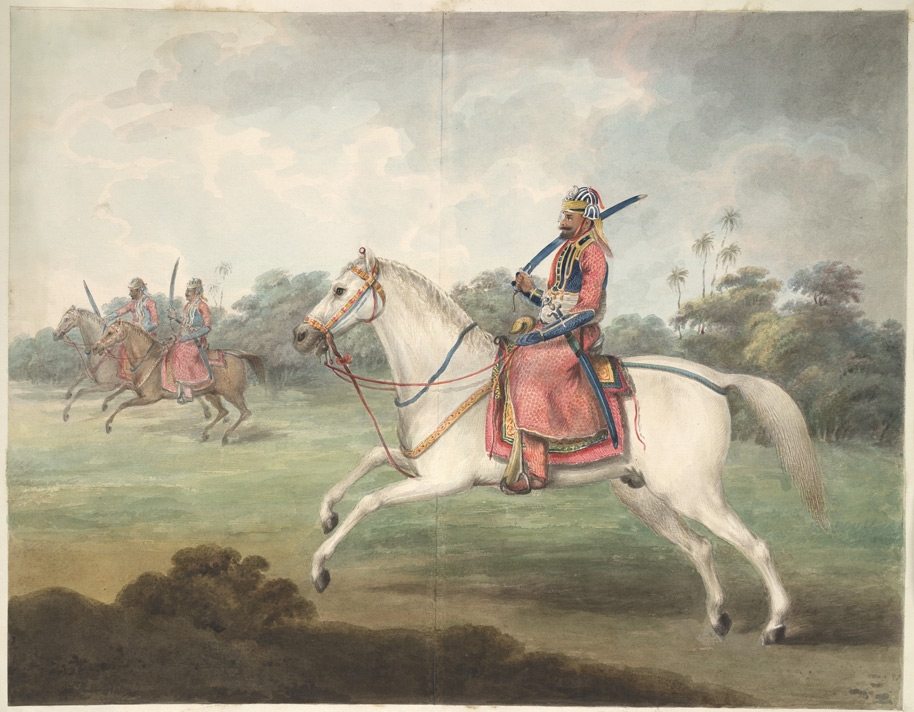

제1차 로힐라 전쟁은 무굴 황제를 대신하여 인도 북부 로힐칸드에 정착한 아프간 산악 지방인들인 로힐라족에 대항하여 아와드의 나와브 슈자 우드 다울라가 벌인 전쟁이다. 이 전쟁은 1773년 발발하여 1774년 끝이 났다.
나와브는 영국 동인도 회사 군대의 지원을 받아 나와브에게 진 빚을 청산하려는 로힐라족을 성공적으로 격파했다.

## 참고 자료
- John Strachey (1892), Hastings and the Rohilla War